# Университетска болница „Александровска“
Университетска многопрофилна болница за активно лечение „Александровска“ ЕАД, известна и като УМБАЛ „Александровска“, Александровска болница, е държавна болница в София, най-старата и една от най-големите в страната.
Като университетска болница, тя играе важна роля за практическото обучение на студенти от Медицинския университет.

## История
Основана е през 1879 г. под името Софийска първоразрядна болница и в началото заема две сгради на мястото на бъдещия мавзолей на княз Александър І. Пръв управител е д-р Сава Мирков. 
През 1880 г. Софийската община отпуска терен от 360 000 кв. м. между Перловската река и сегашните улици „Акад. Иван Гешов“, „Св. Георги Софийски“ и „Пенчо Славейков“, върху който започва строителство на първите пет сгради на болницата. Пет години по-късно, през 1884 г., болницата е пренесена в тях, открита и именувана на княза.
На 10 януари 1944 г. по време на англо-американските бомбардировки на България са атакувани болничните крила на най-голямата тогава болница в България. С пряко бомбено попадение напълно е разрушено северното крило с тежки поражения в останалата част.
В двора на болницата през 2007 г. е изграден храм „Св. Георги Софийски Най-нови”, разположен в близост до мястото, където е убит светеца през 1534 г. Той е построен изцяло с доброволен труд и дарени средства.